# The Vision (álbum)
The Vision es el álbum sencillo debut de la boy band china WayV, lanzado en enero del 2019. Fue lanzado por Label V de forma digital el 17 de enero de 2019. El EP marca el debut de la primera sub-unidad de NCT desde NCT Dream en 2016, y el debut de los miembros Xiaojun, Hendery y Yangyang.

## Antecedentes
WayV fue anunciado por primera vez el 12 de agosto de 2018, bajo el título de NCT China. Su debut se fijó originalmente para noviembre de ese año, aunque no se dio a conocer más información en ese momento. A finales de noviembre, SM anunció que Winwin dejaría de promocionar Regulate de NCT 127 para preparar el próximo lanzamiento de la nueva sub-unidad. A finales de diciembre, se reveló que el grupo se llamaría WayV, con una formación de 7 miembros que debutaría en enero de 2019.
Después de una serie de videos teasers lanzados en YouTube, el título del álbum y el título del sencillo principal se anunciaron el 12 de enero. El teaser del MV fue lanzado el 16 de enero a través del canal de YouTube de SMTOWN.
The Vision inlcuye dos versiones en chino de canciones lanzadas previamente por NCT 127, "Regular" y "Come Back", y una canción original, "Dream Launch".

## Recibimiento
"Regular" alcanzó la posición número nueve en la lista QQ china y el número tres en la lista US World chart. "Dream Launch" llegó a los puestos 15 y 6 respectivamente 

## Lista de canciones
| The Vision |                             |             |                                                                               |          |  |
| N.º        | Título                      | Letras      | Música                                                                        | Duración |  |
| 1.         | «Regular 理所当然»          | Matthew Yen | Mike Daley Mitchell Owens Wilbart 'Vedo' McCoy III George Kranz Yoo Young-jin | 3:38     |  |
| 2.         | «Come Back 噩梦»            | Yen         | Daley Owens Michael Jiminez Deez MZMC Jeremy "Tay" Jasper                     | 3:25     |  |
| 3.         | «Dream Launch 梦想发射计划» | Xiaohan     | Hyuk Shin (Joombas) Sun (Joombas) Bae Min-soo (Joombas) Jeff Lewis            | 3:47     |  |
| 10:10      |                             |             |                                                                               |          |  |